# فیل بیل
فیل بیل (انگلیسی: Phil Beal؛ زادهٔ ۸ ژانویهٔ ۱۹۴۵) بازیکن فوتبال اهل بریتانیا است.
از باشگاه‌هایی که در آن بازی کرده‌است می‌توان به باشگاه فوتبال آکسفورد سیتی، باشگاه فوتبال برایتون اند هوو آلبیون، باشگاه فوتبال تاتنهام هاتسپر، و باشگاه فوتبال کرو آلکساندرا اشاره کرد.